# 八条路水库
八条路水库是中国江苏省连云港市赣榆县境内的一座水库，位于谢湖河上，建于1958年。水库正常库容为1473万立方米，集雨面积为32平方千米，海拔为31.5米。